# Октябрська сільська рада (Кулундинський район)
Октя́брська сільська рада (рос. Октябрьский сельский совет) — сільське поселення у складі Кулундинського району Алтайського краю Росії.
Адміністративний центр — селище Октябрський.

## Історія
Селище 129 км було ліквідовано 2009 року, селище 572 км — 2017 року.

## Населення
Населення — 1880 осіб (2019; 2067 в 2010, 2204 у 2002).

## Склад
До складу сільської ради входять:
| Населений пункт     | Населення, осіб (2002) | Населення, осіб (2010) |
| ------------------- | ---------------------- | ---------------------- |
| 129 км, селище      | 0                      | -                      |
| Естлань, село       | 55                     | 42                     |
| 572 км, селище      | 41                     | 41                     |
| Новознаменка, село  | 90                     | 62                     |
| Новопетровка, село  | 366                    | 350                    |
| Октябрський, селище | 1261                   | 1256                   |
| Орловка, село       | 150                    | 112                    |
| Троїцьк, село       | 241                    | 204                    |